# Hundesteds järnvägsstation
Hundesteds järnvägsstation är en järnvägsstation i Hundested på nordvästra Själland, som öppnades 1916.
Den utgör den västra ändstationen på Frederiksværkbanen (Hillerød-Frederiksværk-Hundested Jernbane) mellan Hillerød och Hundested vid Frederiksværk. Tågen går dock också ned från stationen till hållplatsen Hundested Havn i omedelbar anslutning till färjelinjen Hundested–Rørvig.

## Bildgalleri

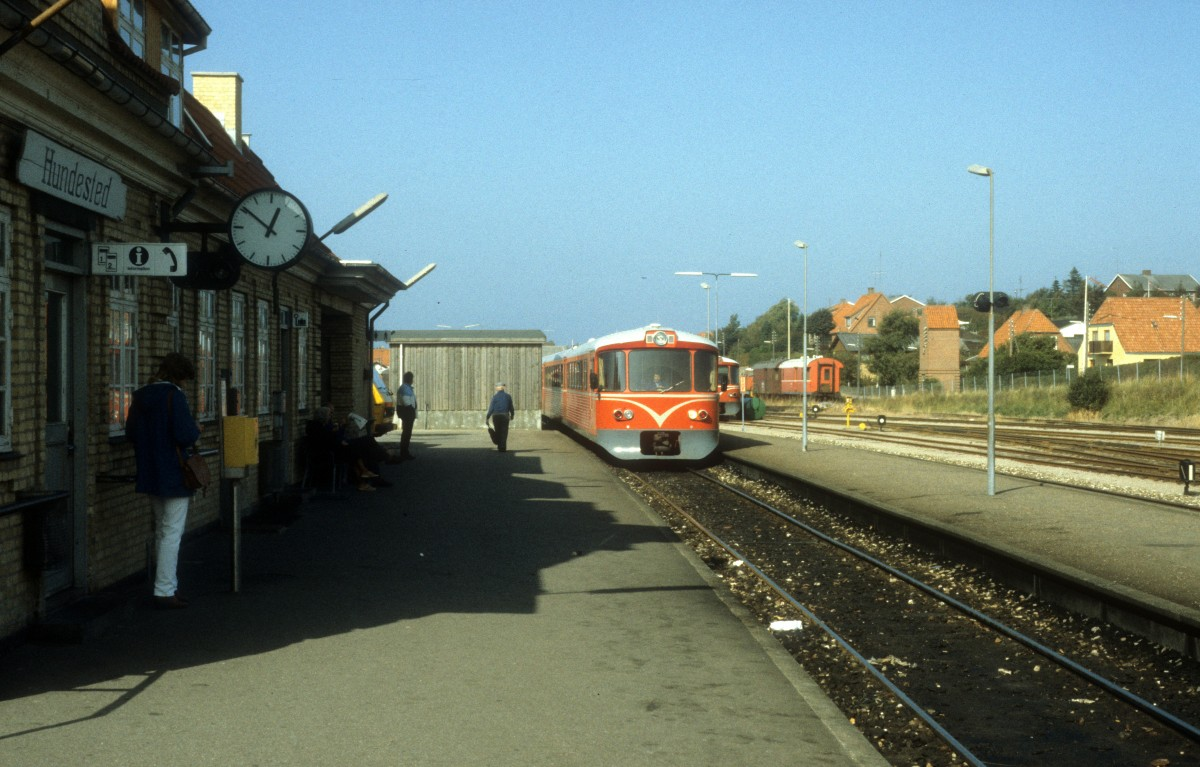
Hundested Station med ett Y-tog, 1983
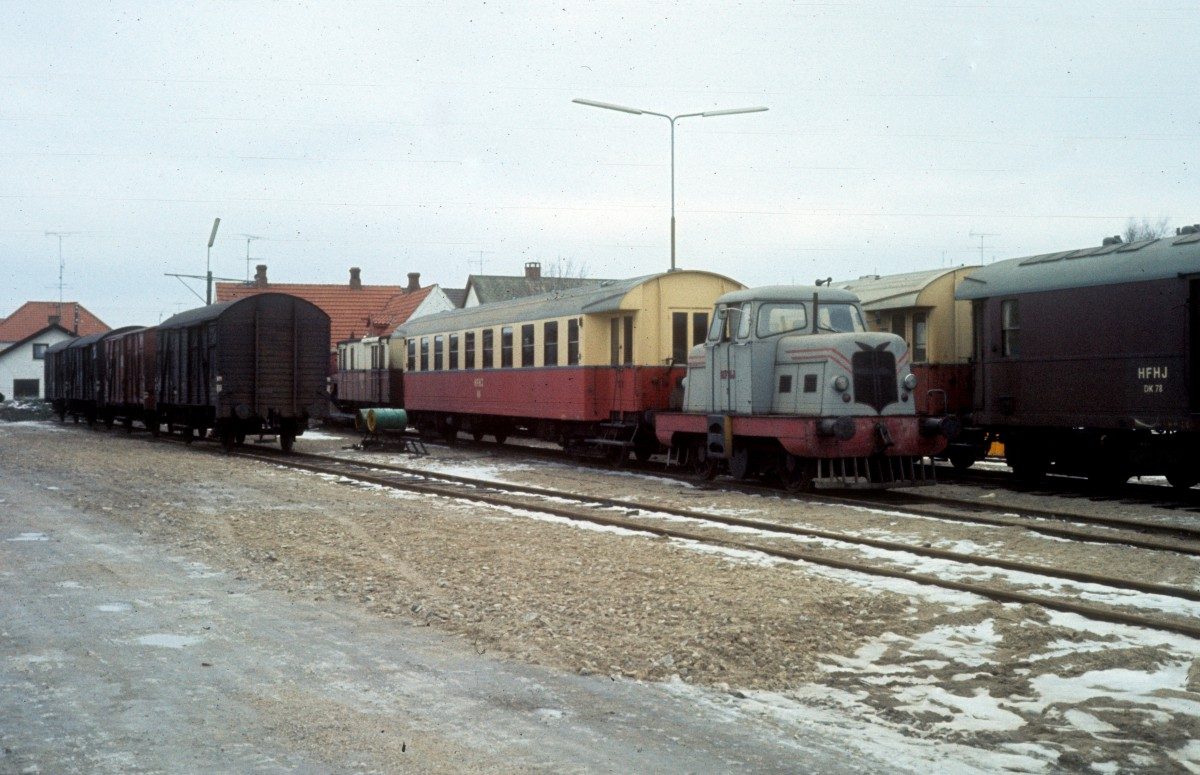
Hundested Station 1976 med rangerlokomotiv HFHJ T 3, byggt 1956 i Hillerød-Frederiksværk-Hundested Jernbanes (HFHJ) verkstad i Hundested.[1] Loket köptes 1989 av Dansk Jernbane-Klub för museijärnvägen Maribo-Bandholm Jernbane.